# 石灰化
石灰化（せっかいか、英: calcification）とは、軟部組織にカルシウム塩が沈着する現象、あるいは沈着した状態である。様々な生物で見られ、結果として硬化した組織などが形成される。
動物においては、細胞間に体液中のカルシウムイオンが炭酸カルシウムなどの形で細胞間に沈着することで起こるもので、正常な代謝の結果として起こる場合も、異常な状態で起こるものもある。
正常な形としては、脊椎動物における骨組織での場合、節足動物、特に甲殻類の外骨格の場合、サンゴなど刺胞動物の骨格形成の場合などがある。他に体外に分泌されるものに軟体動物などの殻、環形動物などの棲管の例がある。
異常な状態で起こる石灰化は病的石灰沈着とも呼ばれる。無機質バランスの異常の有無、沈着部位によって分類される。また、その発生機序により異栄養性及び転移性とに分類される。組織化学的にはコッサ反応で陽性を示す。

## 共棲藻との関係
いわゆる造礁サンゴでは石灰質の骨格の成長が早いのが特徴であるが、これには共生する藻類が何らかの役割を果たしていると考えられる。造礁サンゴの体にはいわゆる褐虫藻と言う単細胞藻類が共生しており、光合成を行ってその生産物がサンゴを養っているとされる。しかし同時に石灰化を助ける役割もしているらしい。近縁な非造礁サンゴでは遙かに石灰化が遅く、その成長も遅いことが知られる。具体的にどのように役立っているかについては、諸説あるがよくわかっていない。
なお、サンゴ礁にはサンゴ類以外にも共棲藻を持ち、石灰化が速やかであるらしい動物がおり、たとえばシャコガイや星砂、ゼニイシなどもそうである。

## 病的石灰沈着
- 異栄養性石灰化 (dystrophic calcification) は全身性の無機質不均衡が関与しない。損傷や病変を受けた組織に発生し、損傷を受けた細胞の存在が原因であると考えられている。人工心臓弁のような埋込み型医療機器の埋植や、豊胸手術などでも発生する。[1]
- 転移性石灰化 (metastatic calcification) は血中や組織中のカルシウム濃度が上昇した場合に、正常な組織に石灰化が起こる病変である。